# Salmonier
Salmonier est une petite communauté canadienne située sur la péninsule de Burin de l'île de Terre-Neuve dans la province de Terre-Neuve-et-Labrador. Elle est située sur la route 220 qui fait le tour de la partie sud de la péninsule entre Bay View au nord et Little St. Lawrence au sud. Salmonier fait partie de la localité désignée de Epworth-Great Salmonier qui avait une population de 197 habitants lors du recensement de 2006.

## Annexe